# Jean-François van Boxmeer
Jean-François van Boxmeer (* 12. September 1961 in Elsene) ist ein belgischer Manager.

## Leben
Boxmeer studierte an der Universität von Namur. Von 2005 bis 2020 war er für die niederländische Brauerei Heineken als Vorstandsvorsitzender und Geschäftsführer tätig. Seit November 2020 ist er Aufsichtsratsvorsitzender der Vodafone Group. Zudem ist er seit 2010 Mitglied im Aufsichtsrat des US-amerikanischen Unternehmens Mondelēz International.